# Alan Greenspan
Alan Greenspan (født 6. marts 1926 i New York, New York, USA) er en amerikansk økonom. I perioden 11. august 1987 til 31. januar 2006 var han USA's nationalbankdirektør. Den 18. maj 2004 blev han af George W. Bush udnævnt til en hidtil uset femte periode som chef for den amerikanske centralbank.
Greenspan ansås af mange som den førende autoritet og nøglespiller, hvad angik USA's indenlandske økonomiske politik.